# 曾廷輝
曾廷輝（英語：Tsang Ting-fai，1951年11月6日—），香港足球教練，已退役香港足球運動員，活躍於1970至80年代。曾廷輝能司職中場及中堅，是香港足球代表隊上陣最多紀錄頭十名球員之一。

## 球員生涯
1968年，曾廷輝參加華人足球聯誼會第一屆足球訓練班，隨即加入怡和青年軍。1969年加入東昇預備組，1970年獲提升提拔上甲組隊，展開職業球員生涯。
1977年，曾廷輝轉投勁旅精工，效力精工期間贏盡本土所有錦標，並於1979年當選香港足球明星選舉明星十一人。1980年，德國球會漢堡訪港，與精工上演表演賽。雖然精工大敗1-9，但曾廷輝憑藉其助攻助守的表現被名宿奇雲基謹讚揚為「香港碧根鮑華」。
1980年，上山加盟南華。1981年，轉投與精工關係密切的寶路華。職業生涯晚期曾效力於俠士、愉園、星島和花花，1990年掛靴。

## 國際賽生涯
曾廷輝曾為香港隊出戰1974年、1978年及1982年三屆世界盃外圍賽。1978年世界盃外圍賽，香港以不敗成績出線亞大區五強賽，曾廷輝是球隊正選中堅。

## 教練生涯
曾廷輝退役後，曾一度在飲食界發展。回歸香港球圈後，曾執教晨曦青年軍及預備組梯隊。現時為九龍城區體育會青年梯隊和不同業餘球隊擔任教練工作。

## 個人榮譽
香港足球明星選舉 一次，(1979-80年賽季)